# ラウル1世・ド・トゥアール
ラウル・ド・トゥアール （Raoul I de Thouars, ? - 1014年）は、トゥアール副伯（在位：1004年 - 1014年）。

## 生涯
ラウルは先代のトゥアール副伯であった父エルベール1世とオルネー（フランス語版）副伯カドゥロン1世の娘イルドガルドの三男であった。
2人いた実兄エメリー3世とサヴァリー3世の死後、ラウルは1004年にトゥアール副伯位を継承した。ラウルの君主アキテーヌ公ギヨーム5世は、同じく自分の家臣でありラウルと敵対していたリュジニャン卿ユーグ４世の双方が力を付けないよう、二枚舌を駆使しバランスを取る政策を取った。
ギヨーム5世は、ラウルの娘オデアルドとリュジニャン卿ユーグ4世との結婚を阻止しようと、ジョスラン1世・ド・パルトネーの未亡人をユーグ4世の花嫁に薦め差し出した。しかし、ギヨームは自分で花嫁を薦めておきながら、結婚の完遂を阻止したため、トゥアール副伯ラウルとリュジニャン卿ユーグ4世、アキテーヌ公ギヨーム5世の間で三つ巴の戦争が起こった。
ラウルは1014年末、リュジニャン卿ユーグ4世の所領を破壊している最中に死去した。ラウルの次兄サヴァリー3世の長男で甥にあたるジョフロワ2世がトゥアール副伯を継いだ。

## 結婚と子女
ラウルはアランブルジュ（もしくはアスリーヌ）という名の妻と結婚し、エメリーとティエリーという2男、そして1015年ごろにリュジニャン家のユーグ4世と結婚した娘オデアルドの3子をもうけている。